# Бухарков Георгій Олександрович
Георгій Олександрович Бухарков (19 червня 1946, місто Сталіно, тепер Донецьк — ?) — радянський діяч, гірник шахти імені Челюскінців Донецького виробничого об'єднання «Донецьквугілля», секретар Донецького міського комітету КПУ. Член ЦК КПРС у 1990—1991 роках.

## Життєпис
У 1964 році закінчив Рутченківський гірничий технікум міста Донецька Донецької області.
У 1964—1965 роках — гірничий майстер шахтоуправління № 19—31 міста Донецька.
З 1965 по 1968 рік служив у Радянській армії.
У 1968—1985 роках — гірничий майстер шахти № 29 міста Донецька, слюсар-електромонтажник, заступник начальника цеху, в.о. начальника цеху Рутченківського рудоремонтного заводу міста Донецька.
Член КПРС з 1971 року.
У 1985—1990 роках — гірничий робітник очисного вибою шахти імені Челюскінців Донецького виробничого об'єднання із видобування вугілля «Донецьквугілля» міста Донецька.
У 1990—1991 роках — секретар Донецького міського комітету КПУ.
Подальша доля невідома.